# Sallariden

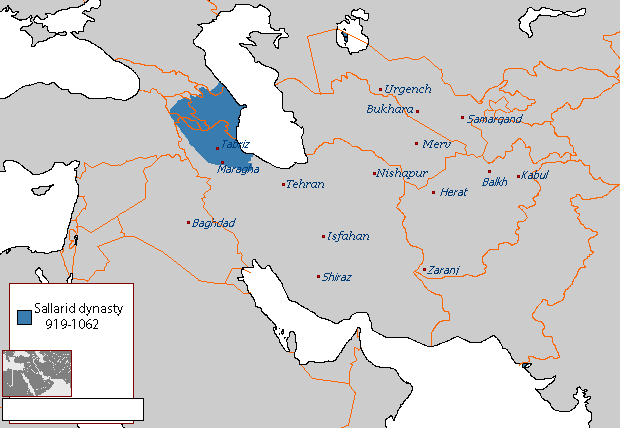
Das Reich der Sallariden zu seinem Höhepunkt

Die Sallariden (persisch سالاریان), auch bekannt als Musafiriden oder Langariden, waren eine iranisch-muslimische Dynastie, die in der zweiten Hälfte des 10. Jahrhunderts über Tarum, Dailam, Gilan und später Aserbaidschan, Arrān sowie einige Teile von Ostarmenien herrschte. Ihre Herrschaft gehört zu einer Periode in der islamischen Geschichte, die als „iranisches Intermezzo“ bezeichnet wird, da während der Zeit vom 9. bis 11. Jahrhundert einheimische iranische Dynastien an die Macht kamen.

## Anfänge
Die Sallariden waren Dailamiten, die wahrscheinlich im späten 9. Jahrhundert die Kontrolle über Schamiran erlangten, eine Bergfestung etwa 40 km nördlich von Zandschan. Von Schamiran aus errichteten sie ihre Herrschaft über die umliegende Region Tarum. Die Sallariden knüpften auch Ehebeziehungen zu der benachbarten Dschustaniden-Dynastie aus Rudbar.

### Muhammad ibn Musafir
Im frühen 10. Jahrhundert hieß der sallaridische Herrscher in Schamiran Muhammad bin Musafir. Er heiratete eine Dschustanidin und mischte sich anschließend in die inneren Angelegenheiten der älteren Nachbardynastie ein. Durch seine harte Herrschaft wandte sich schließlich seine eigene Familie gegen ihn, sodass er 941 von seinen Söhnen Wahsudan und Marzuban inhaftiert wurde.

## Aserbaidschan unter den Sallariden

### Marzuban ibn Muhammad

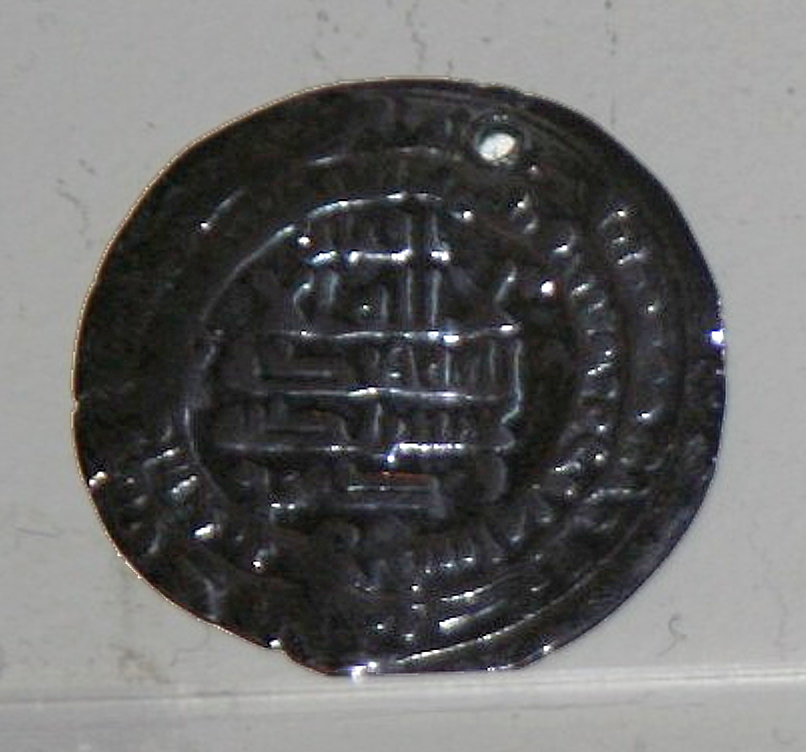
Dirham des Marzuban

Wahsudan blieb in Schamiran, während Marzuban in Aserbaidschan einfiel und es seinem Herrscher Daisam al-Kurdi entriss. Marzuban nahm Dvin, beendete 941 die Herrschaft der Sadschiden und hielt erfolgreich den Angriffen der Rus und Hamdaniden von Mossul stand. Er eroberte Ardabil und Täbris und dehnte seine Macht auf Barda, Derbent und auch auf nordwestliche Regionen von Aserbaidschan aus. Die Schirwanschahs wurden zu seinen Vasallen und zahlten Tribut.
In den Jahren 943 bis 944 unternahmen die Rus einen weiteren Feldzug in die kaspische Region, der um ein Vielfaches brutaler war als der vom März 913/14. Als Folge dieser Kampagne, die sich auf die wirtschaftliche Situation in der Region auswirkte, verlor die Stadt Barda ihre Position und Bedeutung als Großstadt an Gandscha.
Die sallaridische Armee wurde mehrmals besiegt und die Rus eroberten Barda, die Hauptstadt von Arrān. Sie erlaubten den Einheimischen ihre Religion im Austausch für die Anerkennung ihrer Oberherrschaft zu behalten, was wohl darauf hindeutet, dass die Rus beabsichtigten, sich in der Region dauerhaft niederzulassen. Laut Miskawaih brachen die Einheimischen aber den Frieden durch Steinwürfe und andere Handlungen, woraufhin in einem Ultimatum die Räumung der Stadt gefordert wurde. Nach Ablehnung dieses Ultimatums begannen die Rus die Einheimischen zu töten und viele für Lösegeld festzuhalten. Das Gemetzel wurde kurzzeitig für Verhandlungen unterbrochen, die jedoch scheiterten. Die Rus blieben mehrere Monate in Barda, nutzten es als Basis für die Plünderung angrenzender Gebiete und sammelten beträchtliche Beute an.
Die Stadt wurde nur durch einen Ausbruch der Ruhr unter den Rus gerettet. Marzuban belagerte dann die russischen Kräfte in Barda, erhielt jedoch die Nachricht, dass der Hamdaniden-Emir von Mossul in Aserbaidschan eingefallen war. Marzuban ließ eine kleine Streitmacht zurück, um die Rus in Schach zu halten, und zog in einem Winterfeldzug (945–946) gegen die Hamdaniden, die schon bis Salamas vorgedrungen waren, und besiegte diese. Die Rus waren unterdessen in einer nächtlichen Aktion mit viel Beute und Gefangenen aus Barda geflohen.
948 wurde Marzuban vom Buyiden Rukn ad-Daula, dem Herrscher von Isfahan und Hamadan, besiegt und auf der Burg Schamiran gefangen gesetzt. Danach wurde das Reich der Sallariden zum Schauplatz eines rücksichtslosen Machtkampfes zwischen Marzubans Bruder Wahsudan, seinen Söhnen und Daisam. Diese momentane Schwäche in der Zentralverwaltung ermöglichte es den Rawadiden und Schaddadiden, die Kontrolle über die Gebiete nordöstlich von Täbris bzw. Dvin zu übernehmen. Schließlich entkam Marzuban und stellte die Kontrolle über Aserbaidschan wieder her, schloss Frieden mit Rukn ad-Daula und gab ihm seine Tochter zu Frau. Er regierte bis zu seinem Tod im Jahr 957.

### Marzubans Nachfolger
Marzuban hatte seinen Bruder Wahsudan zu seinem Nachfolger ernannt. Als er jedoch nach Aserbaidschan kam, weigerten sich die dortigen Befehlshaber, die Festungen zu übergeben und erkannten stattdessen Marzubans Sohn Dschustan I. als Nachfolger an. Wahusdan konnte seine Herrschaft in der Provinz nicht etablieren und kehrte nach Tarum zurück. Dschustan wurde in Aserbaidschan als Herrscher anerkannt und sein Bruder Ibrahim I. wurde zum Gouverneur von Dvin ernannt. Dschustan scheint hauptsächlich an seinem Harem interessiert gewesen zu sein. Dies war eine Tatsache, die einige seiner Anhänger entfremdete, obwohl er und Ibrahim 960 erfolgreich einen Aufstand eines Enkels des Kalifen al-Muktafi niedergeschlagen hatten.
Kurz darauf kamen Dschustan und ein weiterer Bruder, Nasir, nach Tarum, wo sie von Wahsudan auf verräterische Weise inhaftiert wurden. Wahsudan schickte seinen Sohn Ismail, um Aserbaidschan zu übernehmen. Ibrahim stellte in Armenien eine Armee auf, um sich Ismail zu widersetzen. Das aber veranlasste Wahsudan dazu, Dschustan, seine Mutter und Nasir hinzurichten. Ibrahim wurde von Ismail aus Aserbaidschan vertrieben, behielt aber seine Herrschaft in Dvin bei.
Ismail starb jedoch 962 und ermöglichte so Ibrahim, Aserbaidschan zu besetzen. Dann fiel er in Tarum ein und zwang Wahsudan, nach Dailam zu fliehen. 966 aber unterlag Ibrahim gegen Wahsudan, besiegt und von seinen meuternden Soldaten verlassen. Er floh zu seinem Schwager, dem Buyiden Rukn ad-Daula, während Wahsudan seinen Sohn Nuh in Aserbaidschan als Herrscher einsetzte. Rukn al-Daula schickte eine Armee unter seinen Wesir, um Ibrahim in Aserbaidschan wieder einzusetzen, und Wahsudan wurde für einige Zeit aus Tarum verdrängt. 967 sandte Wahsudan jedoch erneut eine Armee, die Ardabil niederbrannte, bevor Ibrahim einen Frieden mit seinem Onkel schloss und ihm einen Teil Aserbaidschans abtrat. 968 bekräftigte er die Autorität der Sallariden über Schirwan und zwang den Schirwanschah, ihm Tribut zu entrichten.
Ibrahims Autorität begann im letzten Teil seiner Regierungszeit abzunehmen. 971 nahmen die Schaddadiden Gandscha ein und Ibrahim musste ihre Herrschaft in dieser Stadt anerkennen, nachdem eine Belagerung sie nicht verdrängte. Um 979 wurde er abgesetzt und eingesperrt und starb 983. Seine Absetzung markierte das Ende der Sallariden als Vormacht in Aserbaidschan, als die Rawadiden von Täbris einen Großteil der Provinz überrannten. Ein Enkel Wahsudans namens Marzuban ibn Ismail hielt einen kleinen Teil Aserbaidschans, bis er 984 von den Rawadiden gefangen genommen wurde. Sein Sohn Ibrahim floh nach Tarum und stellte dort später die Herrschaft der Sallariden wieder her, nachdem sie zwischenzeitlich von den Buyiden ergriffen worden war.
In Dvin herrschte zu der Zeit ein Sohn Ibrahims namens Abu ’l-Haidscha. 982 oder 983 wurde er vom König von Kars überredet, ins Reich des bagratidischen Königs Smbat II. einzudringen. Einige Zeit später führte Abu ’l-Haidscha eine Militärexpedition gegen Abu Dulaf asch-Schaibani, den Herrscher von Golthn und Nachitschewan, wurde jedoch besiegt und verlor Dvin an ihn. Anschließend reiste er durch Georgien und Armenien und besuchte den byzantinischen Kaiser Basileios II. Der Kaiser gab ihm um 989 oder 990 eine Armee, um Dvin zurückzuerobern, widerrief jedoch später seine Unterstützung. Schließlich wurde Abu ’l-Haidscha am Ende von seinen Dienern erwürgt und getötet.

## Tarum und die späteren Sallariden
Nach Wahsudans Tod einige Zeit nach 967 folgte ihm sein Sohn Nuh in Schamiran nach, der dann selbst irgendwann vor 989 verstarb. Der Buyide Fachr ad-Daula heiratete daraufhin seine Witwe und ließ sich dann von ihr scheiden, nur um Schamiran in seinen Besitz zu bekommen. Nuhs kleiner Sohn Dschustan wurde nach Rayy gebracht.
997, nach dem Tod von Fachr ad-Daula, nutze Ibrahim ibn Marzuban ibn Ismail die Schwäche seines Nachfolgers aus, um die Kontrolle über Schamiran, Zandschan, Abhar und Suharavard zu übernehmen. Als der Ghaznawide Mahmud von Ghazni 1029 die Buyiden-Hauptstadt Rayy eroberte, sandte er eine Streitmacht, um auch Ibrahims Gebiete zu unterwerfen, was ihm jedoch nicht gelang. Ibrahim nahm Qazwin den Ghaznawiden ab und besiegte Mahmuds Sohn Masʿud im Kampf. Masʿud gelang es, einige von Ibrahims Soldaten zu bestechen, um ihn zu fangen. Ibrahims Sohn weigerte sich, die Festung von Sardschahan aufzugeben, war jedoch gezwungen, Tribut zu zahlen. 1036 herrschten die Sallariden wieder in Schamiran.
Um 1043 wurden die Sallariden dem seldschukischen Sultan Toghril-Beg tributpflichtig. Der damals regierende Sallaride könnte Dschustan ibn Ibrahim gewesen sein. 1062 kam Toghril nach Schamiran und erhielt erneut Tribut von dessen Herrscher Musafir. Dies ist der letzte bekannte Sallaride. Es ist wahrscheinlich, dass die Dynastie kurz darauf von den Assassinen von Alamut ausgelöscht wurde, die die Festung von Schamiran schleiften.